# BC CSU Sibiu
BC CSU Sibiu este un club de baschet din Sibiu care evoluează în Divizia A din România.
Echipa este una cu tradiție în România, aceasta luând ființă în anul 1971, profesorul Flaviu Stoica fiind cel care a înființat Olimpia Sibiu. Șase ani mai târziu echipa a promovat în urma unui turneu disputat în orașul Pitești în prima ligă de baschet, iar în anul 1995 a câștigat primul titlu din istorie, iar patru ani a repetat performanța.

## Palmares

### Intern
Liga Națională
 Campioni: (2): 1995, 1999
 Cupa României:
 Câștigători (1): 2019
 Locul 3 (1): 2023
- Semifinale (4): 2006, 2009, 2017, 2018

## Sezonul 2012-2013
În sezonul 2012-2013, CSU Atlassib Sibiu a avut o evoluție modestă, având ca obiectiv calificarea în play-off, terminând însă pe locul 10. Astfel, echipa a fost nevoită să joace pentru Play-Out cu ocupanta locului 15 din campionat.
Au întâlnit astfel echipa BC Miercurea Ciuc, o echipă de care au trecut ușor cu scorul general 3-0 și astfel clubul s-a menținut pentru sezonul 2013-2014 in prima divizie a baschetului românesc.

## Sezonul 2013-2014
În prima parte a sezonului 2013-2014, echipa CSU Atlassib Sibiu a terminat pe locul secund în clasamentul general, cu un bilanț de nouă victorii și doar trei înfrângeri, însă au avut un meci restant.
În Cupa României, formația din Sibiu a fost eliminată însă chiar din primul tur după ce a fost depășită de formația BC Mureș.

## Sezonul 2016-2017
In sezonul 2016-2017 echipa a terminat pe locul 4 dupa ce a fost invinsa in finala mica de CSM CSU Oradea in meciul decisiv care a avut loc la Sibiu.

## Sezonul 2022-2023
In sezonul 2022-2023 echipa a terminat pe locul III, dupa ce a invins in finala mica pe Rapid Bucuresti cu scorul general de 3-2.

## Echipa actuală
Actualizat la data de  2 februarie 2018.
| Nr. | Nume               | Naț.    | Înălțime. | Vârstă |
| --- | ------------------ | ------- | --------- | ------ |
| 0.  | Marcel Davis       | SUA     | 188 cm    | 23 ani |
| 0.  | Kevin Capers       | SUA     | 188 cm    | 24 ani |
| 6.  | Monyea Pratt       | SUA     | 196 cm    | 32 ani |
| 7.  | Mirel Dragoste     | România | 185 cm    | 23 ani |
| 8.  | Radu Paliciuc      | România | 200 cm    | 29 ani |
| 10. | Tyler Laser        | SUA     | 188 cm    | 29 ani |
| 11. | Wilhelm Brosser    | România | 198 cm    | 21 ani |
| 13. | Daniel Banciu      | România | 203 cm    | 19 ani |
| 14. | Bogdan Popescu     | România | 198 cm    | 39 ani |
| 15. | Andrei Petică      | România | 192 cm    | 24 ani |
| 20. | Christopher Cooper | SUA     | 205 cm    | 28 ani |
| 21. | Lawrence Kinnard   | SUA     | 203 cm    | 31 ani |
| 22. | Dragoș Gheorghe    | România | 200 cm    | 22 ani |
|     | Jordan Williams    | SUA     | 208 cm    | 27 ani |

## Conducerea actuală
| Nume               | Naț.     | Poziție            |
| ------------------ | -------- | ------------------ |
| Thomas Rinkevicius | Lituania | Antrenor principal |
| Cătalin Vulc       | România  | Antrenor secund    |
| Mikel Ereno        | Spania   | Antrenor secund    |
| Sebastian Theil    | România  | Preparator fizic   |
| Laurențiu Buduleci | România  | Președinte         |
| Horațiu Floca      | România  | Director sportiv   |
| Gabriela Vișan     | România  | Ofițer de presă    |